# 3147 Samantha
A 3147 Samantha (ideiglenes jelöléssel 1976 YU3) a Naprendszer kisbolygóövében található aszteroida. Ljudmila Ivanovna Csernih fedezte fel 1976. december 16-án.